# Александров кольчатый попугай
Александров кольчатый попугай (лат. Psittacula eupatria) — птица отряда попугаеобразных.

## Внешний вид
Это самый крупный попугай среди ожереловых. Длина попугая с хвостом 45—58 см. Окраска оперения травянисто-зелёная, темя — с синим оттенком. На лопатках имеется бурое пятно, на лбу — узкая чёрная полоска, есть также чёрные «усы», начинающиеся от подклювья и тянущиеся назад по нижнему краю щёк. Самцы этого вида имеют широкое «ожерелье», которое на верхней части шеи розовое, а с боков шеи и до нижней части клюва — чёрного («галстук»). Появляется оно обычно к 18 месяцу жизни. У самок и молодых птиц такого «ожерелья» нет. Клюв большой, ярко-красный, а у молодых попугаев он морковного цвета. 

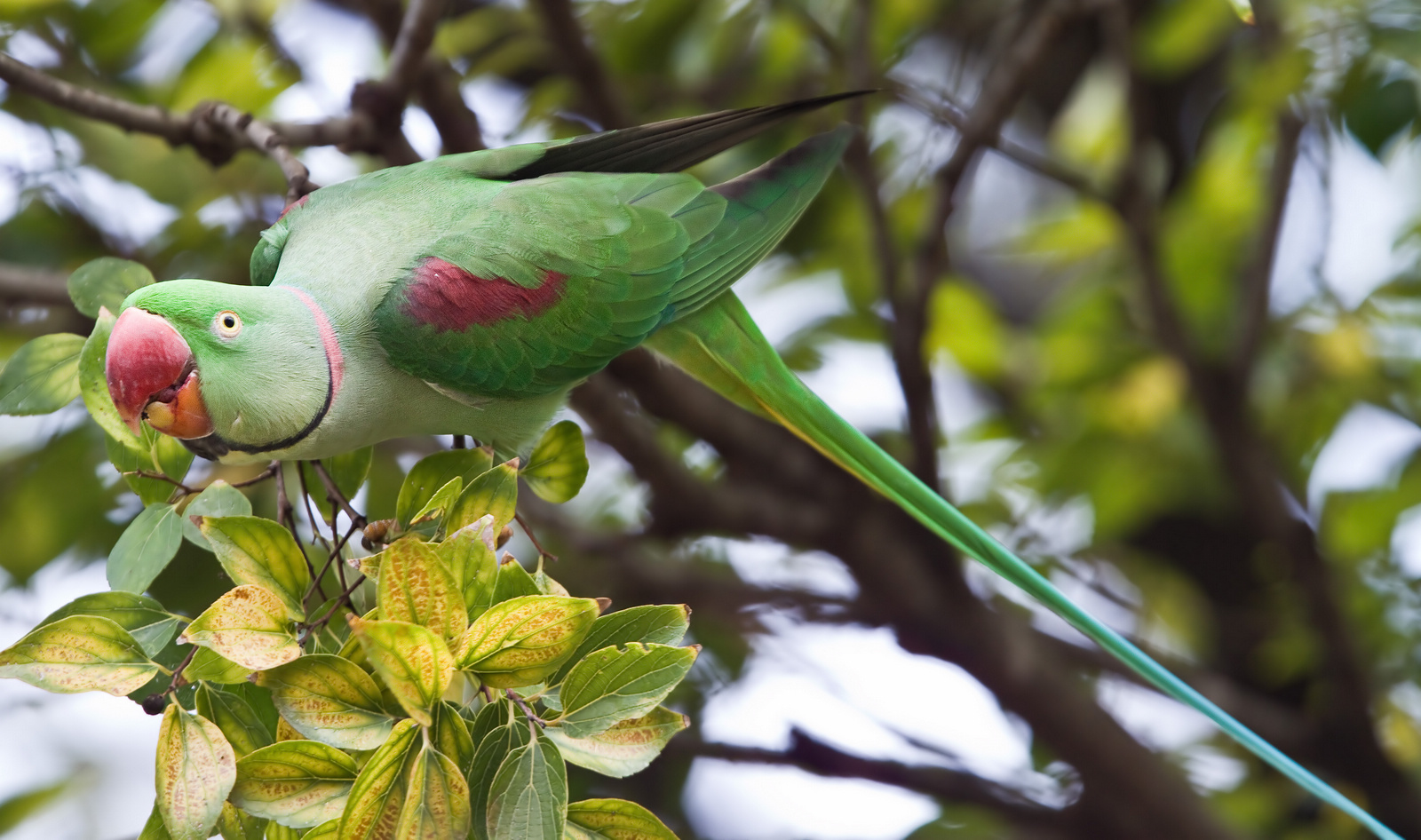

## Распространение
Обитает в Южной Азии: Индии, Пакистане, восточном Афганистане, Иране, на острове Шри-Ланка и Андаманских островах, а также в ряде районов Юго-Восточной Азии (Мьянма, Вьетнам, Лаос).

## Образ жизни
Населяют верхний ярус тропического леса и редко спускаются на землю.
Как и все ожереловые попугаи — хорошие летуны, но летают обычно на небольшое расстояние.

## Размножение
В кладке обычно 2—4 яйца, насиживает самка 23—24 дня. Самец в это время её кормит и охраняет гнездо. Молодые в возрасте 6 недель начинают показываться из гнезда, а в 7 недель покидают его совсем. По окраске они похожи на самку, но общий зелёный окрас у них более тусклый. В полтора года у самцов начинает вырисовываться "ожерелье". На 3 году жизни  после линьки, оно становится ярким и полноценным.

## Содержание
Их издавна держат как клеточных птиц. Первые упоминания и рисунки с их изображением относятся к временам Древнего Рима. Любители содержат этих попугаев за их ласковый нрав и красоту. Известны случаи, когда попугаи этого вида «заучивали» до 100 слов, но это очень редко, чаще их способности ограничиваются 10—15 словами. В условиях клеточно-вольерного содержания живут долго.

## Классификация
Вид включает в себя 5 подвидов, различающихся между собой размерами и некоторыми деталями окраски:
- Psittacula eupatria avensis (Kloss, 1917)
- Psittacula eupatria eupatria (Linnaeus, 1766)
- Psittacula eupatria magnirostris (Ball, 1872)
- Psittacula eupatria nipalensis (Hodgson, 1836)
- Psittacula eupatria siamensis (Kloss, 1917)